# Safranbolu

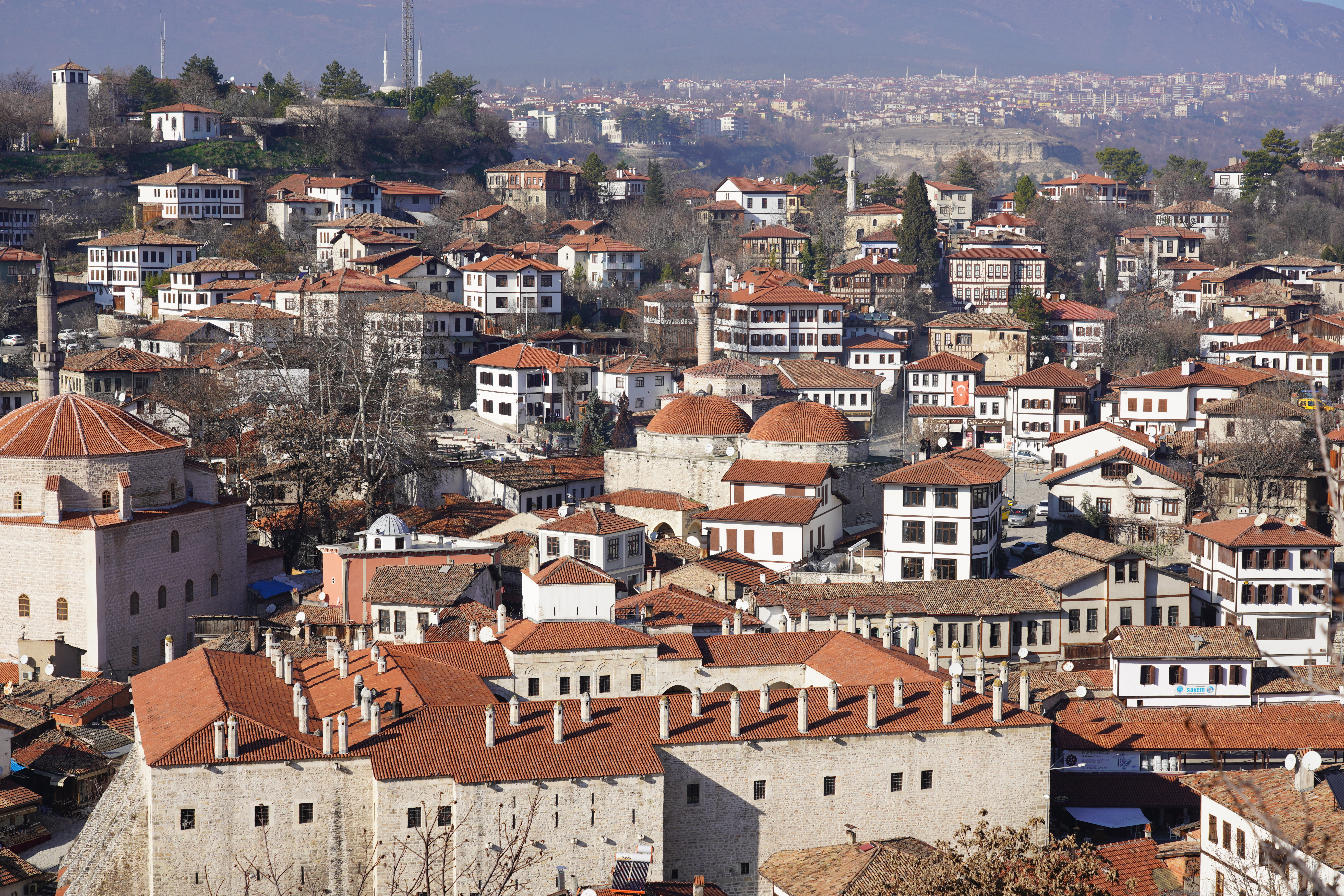
Safranbolu

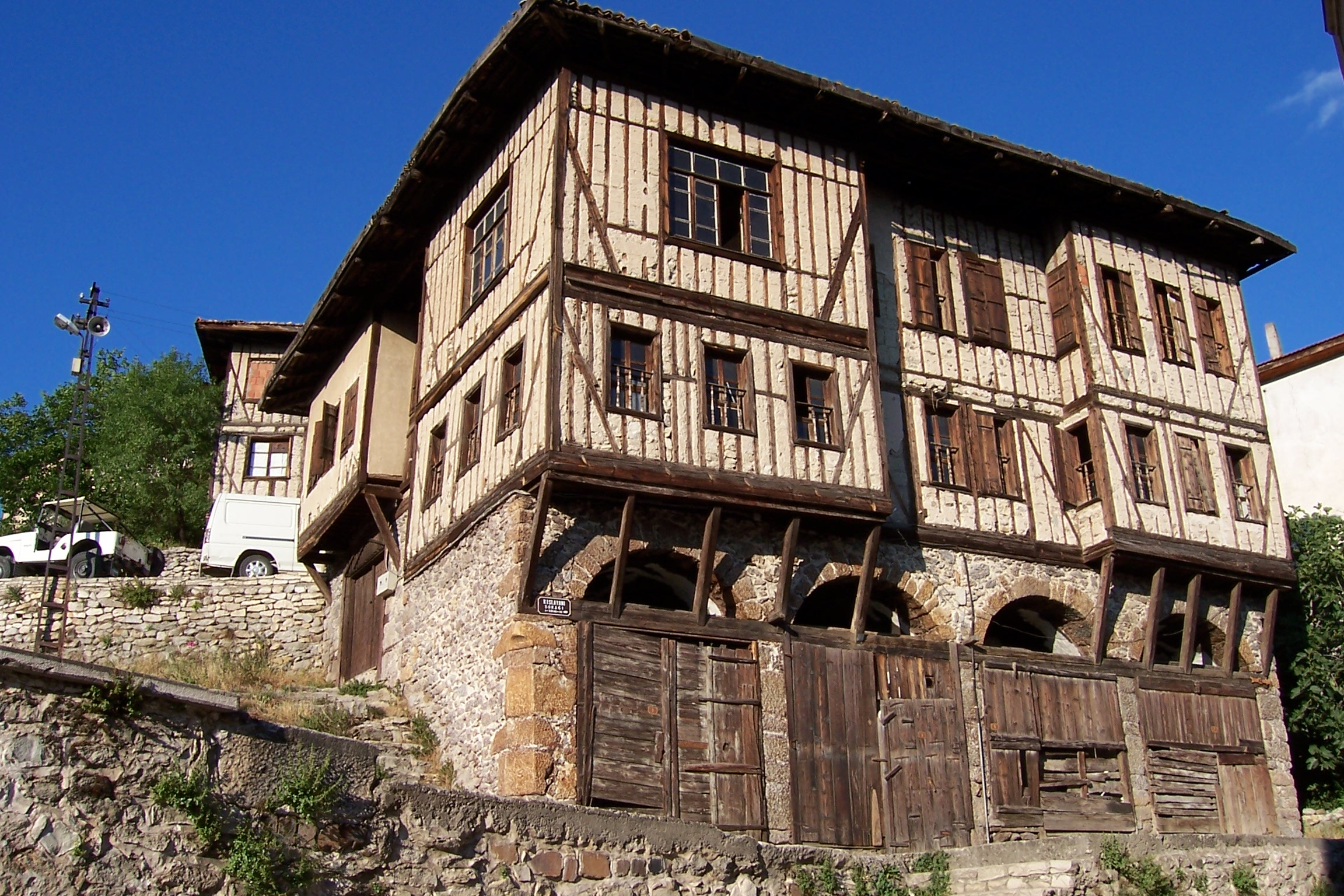
Hus i Safranbolus äldre stadsdel.

Safranbolu är en stad i provinsen Karabük i Turkiet. Den ligger ungefär en mil norr om staden Karabüks centrum uppe på en bergsplatå, och hade 41 954 invånare i slutet av 2011. Platsen var en gång centrum för saffransodlingen och en betydelsefull handelsplats. Den gamla delen av staden, som är belägen i de västra delarna av Safranbolu, är idag klassad som ett världsarv.